# Pfarrhaus (Dorschhausen)

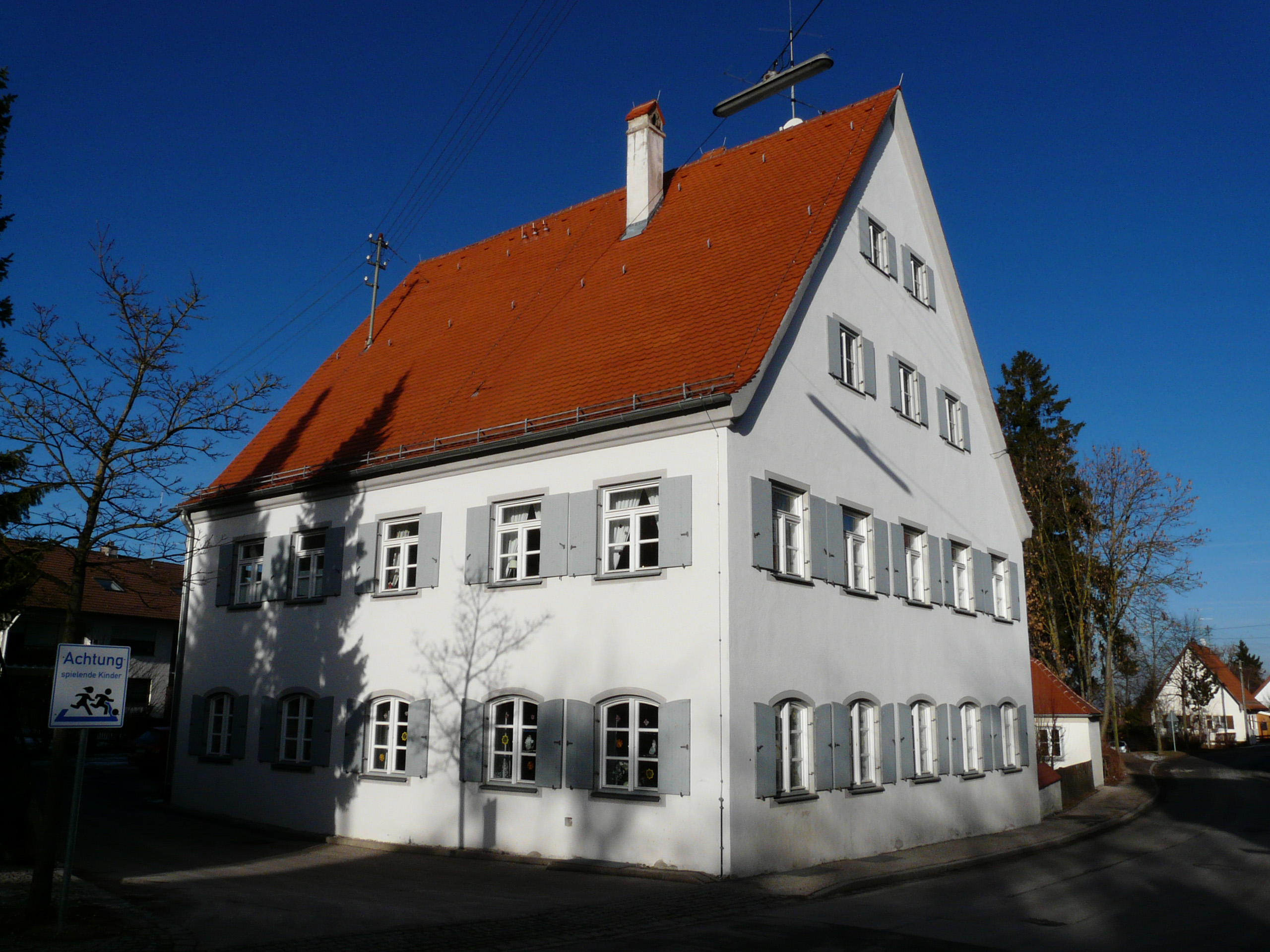
Pfarrhaus in Dorschhausen

Das Pfarrhaus in Dorschhausen, einem Ortsteil der Stadt Bad Wörishofen im Landkreis Unterallgäu im bayerischen Regierungsbezirk Schwaben, ist ein denkmalgeschütztes Gebäude an der Adresse Schwabenstraße 35. Südöstlich der Kirche Mariä Heimsuchung erbaute 1754 der Pfarrer Joh. Ulrich Hackl das Pfarrhaus.

## Baubeschreibung
Das zweigeschossige Haus besteht aus fünf zu fünf Achsen und ist mit einem Satteldach gedeckt. An den Längsseiten verläuft ein profiliertes Traufgesims. Auf der westlichen Traufseite führt eine Rechtecktür in der breiteren Mittelachse in das Gebäude. Die Fenster im Erdgeschoss sind stichbogig, im Inneren ist im Flur eine Spiegeldecke angebracht. Innen an der Ostseite führt eine zweiläufige Treppe in das Obergeschoss des Gebäudes. Diese besitzt neue Holzstufen und an den Unterseiten der Läufe Vouten mit Rahmenstuck. Im Obergeschoss mündet sie mit zwei Arkaden in den Flur, der das Pfarrhaus in der Mitte der Länge nach durchläuft. Wie im Erdgeschoss enthält auch der Flur im Obergeschoss eine Spiegeldecke in deren Mitte eine von Profilen gesäumte ovale Voute mit Stuckwappen, vermutlich der Herrschaft Mindelheim, angebracht ist. Die Räume des Obergeschosses enthalten Spiegeldecken mit profilgesäumter Voute.

## Innenausstattung
Zwei gefasste Kruzifixe aus der Mitte des 18. Jahrhunderts befinden sich im Pfarrhaus, wie auch eine bemalte Brettfigur einer heiligen Nonne ohne Attribute. Letztere stammt aus dem Anfang des 19. Jahrhunderts. Das Gemälde der Muttergottes mit Apfel stammt aus der Zeit um 1800. Zwei weitere Gemälde aus der Mitte des 18. Jahrhunderts zeigen auf geschweiften Holztafeln Jesus am Ölberg und Ecce Homo.